# Alegeri în Ucraina
Alegerile la nivel național din Ucraina 	
au vedere alegerea unui șef de stat - președinte unei legislaturi. Președintele este de către popor pentru un mandat de 5 ani. „Verkhovna Rada” sau Parlamentul Ucrainei cuprinde 450 de membri aleși asemeni președintelui pentru un mandat de 5 ani (înainte de din 2004 mandatul de numai 4 ani ). Înainte de 1998 toți membrii parlamentului erau aleși de către acei oameni care aparțineau unei organizații individuale bine definite (partid). 1998 2002, din membrii parlamentului au fost aleși de către acea de votanți care are vedere menținerea unui echilibru procentajele de voturi obținute de candidați, iar cealaltă au fost aleși de către membrii diferitelor partide. Începând cu 2006 toți cei 450 de membri parlamentului ucrainean „Verkhovna Rada” aleși de către cei care un vedere procentajele de voturi fie relativ egale.
Ucraina are un sistem parlamentar multiplu, cuprinzând numeroase partide, acestui fapt, nici unul din aceste partide încearcă nu să obțină singure puterea acestea și aleg posibilitatea conlucrării formând coaliții guvernamentale.
Organismele reprezentative și șefii autorităților administrative de pe întreg teritoriul Ucrainei sunt aleși simultan cu parlamentarii ucraineni din Verkhovna Rada. Un sondaj inopinat trebuie să reflecte o prezență la vot de 50%.
Începând cu 1994, media prezenței la vot pentru Verkhovna Rada este de 68.13%, iar pentru alegerile prezidențiale 73%.
În ciuda unui sistem clar referitor la declararea donațiilor destinate fondurilor de campanie, oficialii și experții spun că alegerile sunt „constant batjocorite”, cheltuielile din fondurile oficiale ale candidaților reprezentând numai o mică parte din adevăratul total cheltuit în timp ce este foarte vag de unde provin într-adevăr aceste finanțări.
La începutul lunii mai a anului 2009, Comitetul de alegători al Ucrainei a afirmat că folosirea resurselor administrative ale statului de către forțele politice în scopul propriilor campanii naționale și electorale, nu va mai fi un factor decisiv în ceea ce privește rezultatul alegerilor din Ucraina.
O analiză mai amănunțită a voturilor arată că pe parcursul alegerilor electorare din Ucraina se pot observa anumite tipare geografice tradiționale ce influențează procentaje de vot. Viktor Ianukovici (și al sau Partid al Regiunilor) și Iulia Timoșenko (Blocul Iulia Timoșenko) au fost începând cu 1998 principalii parlamentari din politica ucraineană. Baza tradițională de sprijin a lui Ianukovici se află în estul, respectiv sudul Ucrainei, îîn timp ce Timoșenko se bazează pe partea vestică și centrală a țării, cu toate că aceste divizii geografice sunt în scădere.
În 2010 un studiu alcătuit de către „Institutul de Psihologie Socială și Politică” ne arată că susținătorii Iuliei Timoșenko sunt mult mai optimiști comparativ cu cei ai lui Viktor Ianukovici. 46% din susținătorii Iuliei Timoșenko se așteaptă la îmbunătățiri ale nivelului de trai în anul următor, în timp ce doar 30% din alegătorii lui Victor Ianucovici sunt de această părere. 